# Acrapex syscoides
Acrapex syscoides là một loài bướm đêm trong họ Noctuidae.